# ریچفیلد (یوتا)
ریچفیلد (به انگلیسی: Richfield) شهری در ایالت یوتا کشور ایالات متحده آمریکا است که جمعیت آن در سرشماری سال ۲۰۱۰ میلادی، ۷٬۵۵۱ نفر بوده‌است.